# Theodor Illion
Theodor Illion (* 1898; † 1984 in Salzburg) war Schriftsteller und Arzt und ein angeblicher Tibetforscher, wahrscheinlich im Umkreis der  Theosophischen Gesellschaft. Er veröffentlichte auch unter den Namen Theodor Burang und Th. Nolling.

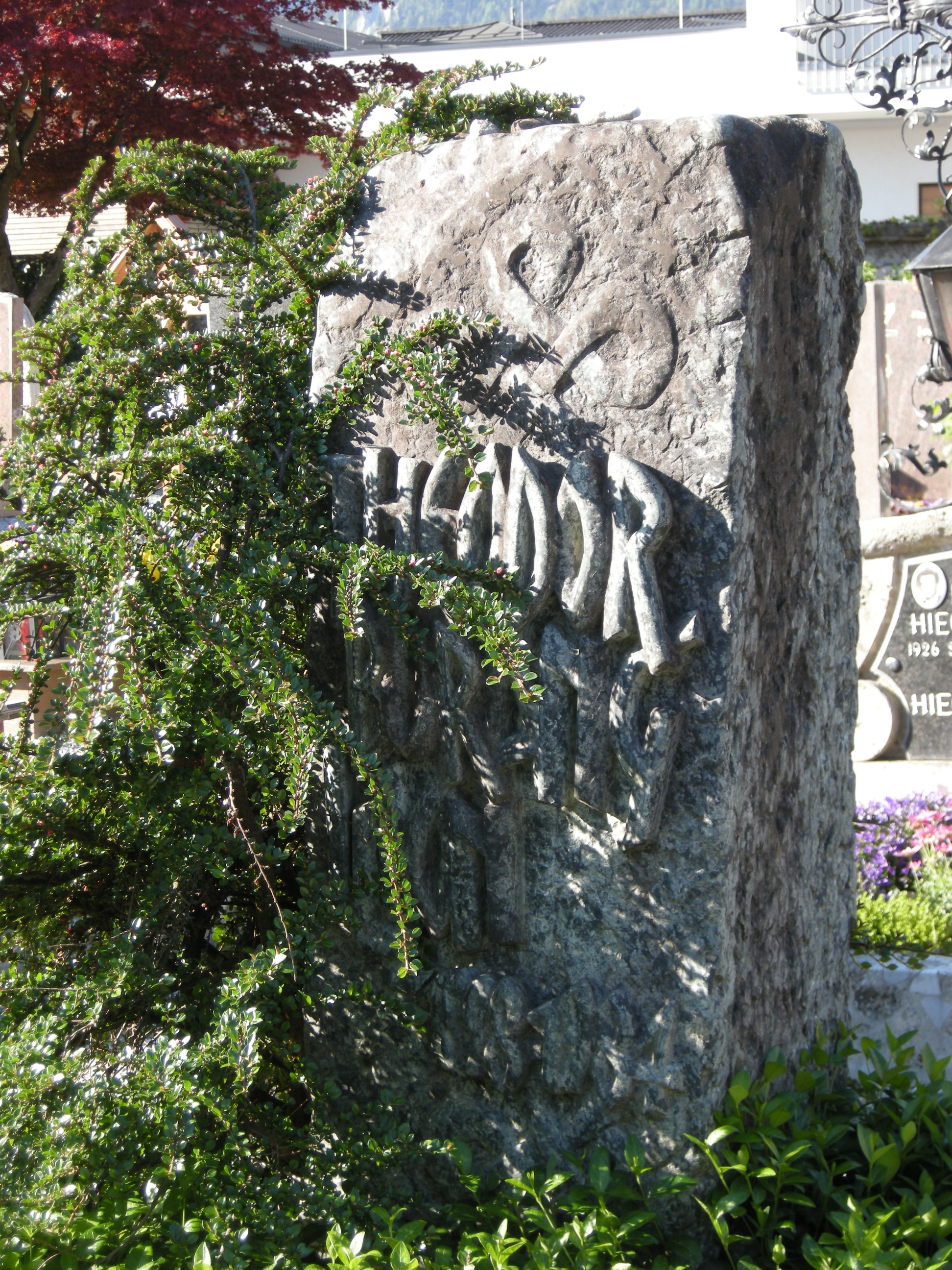
Grab von Theodor Illion

Illion wurde angeblich in Kanada geboren und stammte aus vermögender Familie. Er starb in Salzburg und ruht am Friedhof in Kuchl. Den Grabstein schuf sein Freund Josef Zenzmaier.
Jürgen C. Aschoff (* 1938), Arzt und Bibliograph, hält Illions Bücher und seine Tibetreisen für «Science Fiction». Unter seinem Pseudonym Theodor Burang beschreibt Illion in Rätselhaftes Tibet und Finsternis über Tibet wie er von Einheimischen in eine unterirdische Stadt geführt wurde, in der eine Geheimbruderschaft geistige Energie bündelt, um Macht zu gewinnen. Das Oberhaupt sei ein gewisser Hexenmeister Prinz Mani Rimpotsche gewesen.

## Bibliographie
- Rätselhaftes Tibet. Uranus-Verlag, Hamburg 1936.
- Tibeter über das Abendland. Ignota-Verlag, Salzburg 1947.
- Darkness over Tibet. Rider & Co., London 1937.[2]
- Theodor Burang: Der Arzt in der tibetischen Kultur. Robugen, Esslingen/Neckar 1975
- Die Kunst des Heilens im Fernen Osten. Heilverfahren und Heilmittel. Origo-Verlag, Zürich 1975